# استانیسلاو باتیشچف
استانیسلاو باتیشچف (روسی: Станислав Михайлович Батищев؛ ۱۹۴۰ – ۲۲ مه ۲۰۱۱) وزنه‌بردار اهل اتحاد جماهیر شوروی سوسیالیستی بود.
وی در مسابقات کشوری و بین‌المللی در مجموع برندهٔ ۴ مدال نقره، ۳ مدال برنز شده‌است.